# Habala

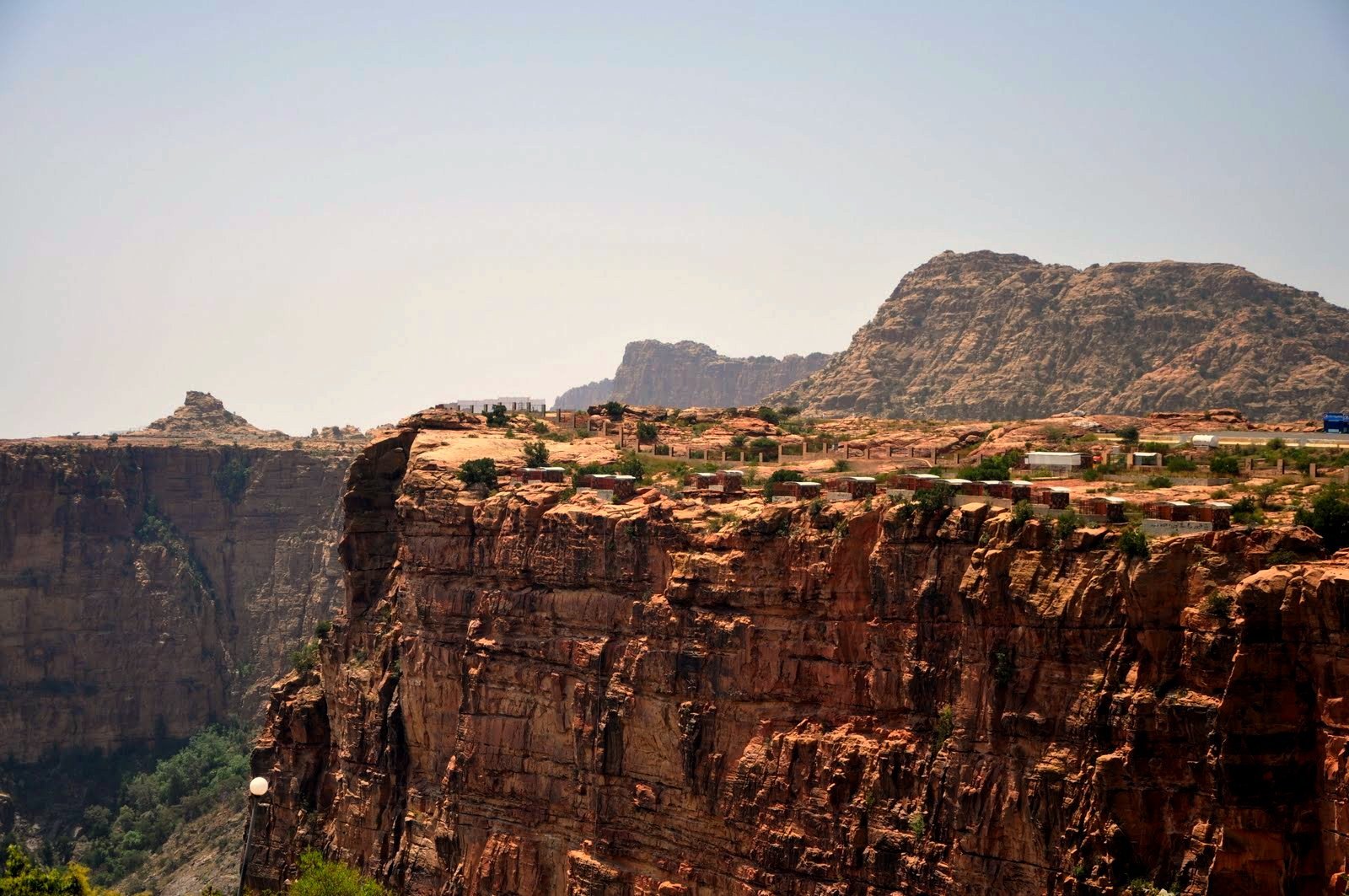

Habala is een klein bergdorpje in de Asir provincie van Saoedi-Arabië. Oorspronkelijk werd het bewoond door een stam die bekend was als de 'bloemenmensen' vanwege hun gebruiken om kettingen van gedroogde kruiden en bloemen in hun haar te dragen. In het verleden was het dorp alleen bereikbaar per touwladder, de naam Habala komt dan ook van het Arabische woord voor touw.
In de jaren 90, in een poging om het toerisme in de regio te bevorderen, werd er een kabelbaan aangelegd om toegang te bieden tot het traditionele dorpje. Als gevolgd werden de huizen van de lokale 'bloemenmensen' onteigend en werden deze mensen gedwongen om te gaan wonen een modern dorp dat speciaal voor in lager gelegen de vallei aangelegd was. Toen ze weigerden te verhuizen, werden ze met geweld geëvacueerd door de Saudi Arabische Nationale Reserve. Vandaag de dag worden de oorspronkelijke inwoners toegelaten tot het dorp Habala, maar alleen in de zomer om hun traditionele dansen uit te voeren voor toeristen.

## Bron
- John R. Bradley. Saudi Arabia Exposed: Inside a Kingdom in Crisis, Palgrave Macmillan, 2005, pp. 60–61. ISBN 1403964335